# Желобок
Желобок (рум. Jeloboc) — село в Оргіївському районі Молдови. Входить до складу комуни, адміністративним центром якої є село П'ятра.

## Населення
За даними перепису населення 2004 року у селі проживали 889 осіб.
Національний склад населення села:
| Національність   | Кількість осіб | Відсоток   |
| ---------------- | -------------- | ---------- |
| молдавани румуни | 882 2          | 99,2% 0,2% |
| українці         | 2              | 0,2%       |
| росіяни          | 2              | 0,2%       |
| цигани           | 1              | 0,1%       |
| Всього           | 889            | 100%       |

## Пам'ятки природи
- Желобоцьке джерело